# Santa Barbara Machine Head
Santa Barbara Machine Head war eine kurzlebige Bluesrockband, deren Mitglieder später alle bekannten Rockgruppen beitraten.
Die 1967 gegründete Band Santa Barbara Machine Head nahm nur drei Instrumentalstücke (Porcupine Juice, Albert und Rubber Monkey) für Immediate Records auf, die 1968 auf dem Blues-Sampler Blues Anytime Vol. 3: An Anthology of British Blues veröffentlicht wurden – dort irrtümlich unter dem Namen „Santa Barbera Machine Head“. Stilistisch sind die Stücke dem elektrischen Blues zuzuschreiben.
Jon Lord gründete später Deep Purple, Ron Wood spielte bei der Jeff Beck Group, The Creation, den Faces und den Rolling Stones, Twink trat den Pretty Things bei und Kim Gardner spielte bei The Creation und Ashton, Gardner & Dyke.

## Diskografie
- 3 Stücke auf Blues Anytime Vol. 3: An Anthology of British Blues (1968, Sampler)